# لوایح بی‌طرفی دهه ۱۹۳۰

آوریل 1939 واشنگتن دی سی، جلسه استماع در کمیته روابط خارجی سنای ایالات متحده، وزیر خارجه سابق آمریکا در حال انتقاد از قانون بی‌طرفی

لوایح بی‌طرفی (انگلیسی: Neutrality Acts) را کنگره ایالات متحده آمریکا در دههٔ ۱۹۳۰ در واکنش به تنش‌های موجود در اروپا و آسیای شرقی، که در نهایت منجر به جنگ جهانی دوم شد، تصویب کرد. این لوایح از نتایج انزواطلبی و خواست عدم مداخله در افکار عمومی آمریکا بود که پس از مداخلهٔ پرهزینهٔ آمریکا در جنگ جهانی اول رشد یافت.